# منطقه اقتصادی، تورنتو
منطقه اقتصادی (به انگلیسی: Financial District) یک منطقهٔ مسکونی در کانادا است که در تورنتو قدیم واقع شده‌است.

## موقعیت
این منطقه تجاری در مرکز شهر تورنتو ، انتاریو، کانادا است. در سال ۱۷۹۶ ابتدا به عنوان یک شهر جدید ضمیمه شهر یورک شد که بعدها به سنت لورنس، تورنتو نامگذاری شد. این منطقه اصلی‌ترین منطقه اقتصادی در تورنتو است و به عنوان قلب صنعت مالی کانادا محسوب می‌شود؛ و محدوده آن از خیابان کوئین به سمت شمال، از سمت شرق به خیابان جبهه و از سمت غرب به خیابان دانشگاه تورنتو منتهی می‌شود، اگرچه بسیاری از برج‌های اداری در مرکز شهر تورنتو خارج از این منطقه ساخته شده‌اند، مانند برج تل‌آس هاربور که مرز عمومی منطقه را گسترش می‌دهد. این منطقه پرجمعیت‌ترین ناحیه تورنتو است، که استقرار شرکت‌های بانکی، دفاتر مرکزی شرکتی، شرکت‌های حقوقی و قانونی، شرکت‌های بیمه و دلالان سهام در آن جای گرفته‌اند. به نوبه خود، حضور چنین ارگان‌های تصمیم گیرنده، آژانس‌های تبلیغاتی و شرکت‌های بازاریابی. بانک‌ها و برج‌ها دفاتر بزرگی ساخته‌اند که بیشتر این فضا در اجاره شرکت‌ها می‌باشد. برج‌های بانکی، و بسیاری دیگر از این اماکن درتورنتو، از طریق سیستم پیاده‌روهای زیرزمینی مرتبط هستند و به هم وصل شده‌اند که با وجود مراکز خرده‌فروشی دراین منطقه آن را به یکی از مهم‌ترین مناطق خرید تبدیل کرده‌است. اکثر این فروشگاه‌ها در طول هفته و طی روزهای کاری در این منطقه اقتصادی پرجمعیت، باز هستند. در طول شب‌ها و تعطیلات آخر هفته، پیاده‌روها و اماکن خالی است زیرا بیشتر فروشگاه‌ها بسته هستند. تخمین زده می‌شود که در هر روز ۱۰۰٬۰۰۰ نفر مسافر وارد این منطقه از شهر می‌شوند و
این منطقه مالی را ترک می‌کنند. ایستگاه‌های ایاب و ذهاب در مرکز ایستگاه پایگاه اتحادیه تورنتو در بخش انتهای جنوب منطقه اقتصادی مستقر هستند، این مرکز سیستم حمل و نقل است که راه‌آهن و مسیرهای اتوبوس به حومه تورنتو را تأمین می‌کند.